# Reveň kadeřavá

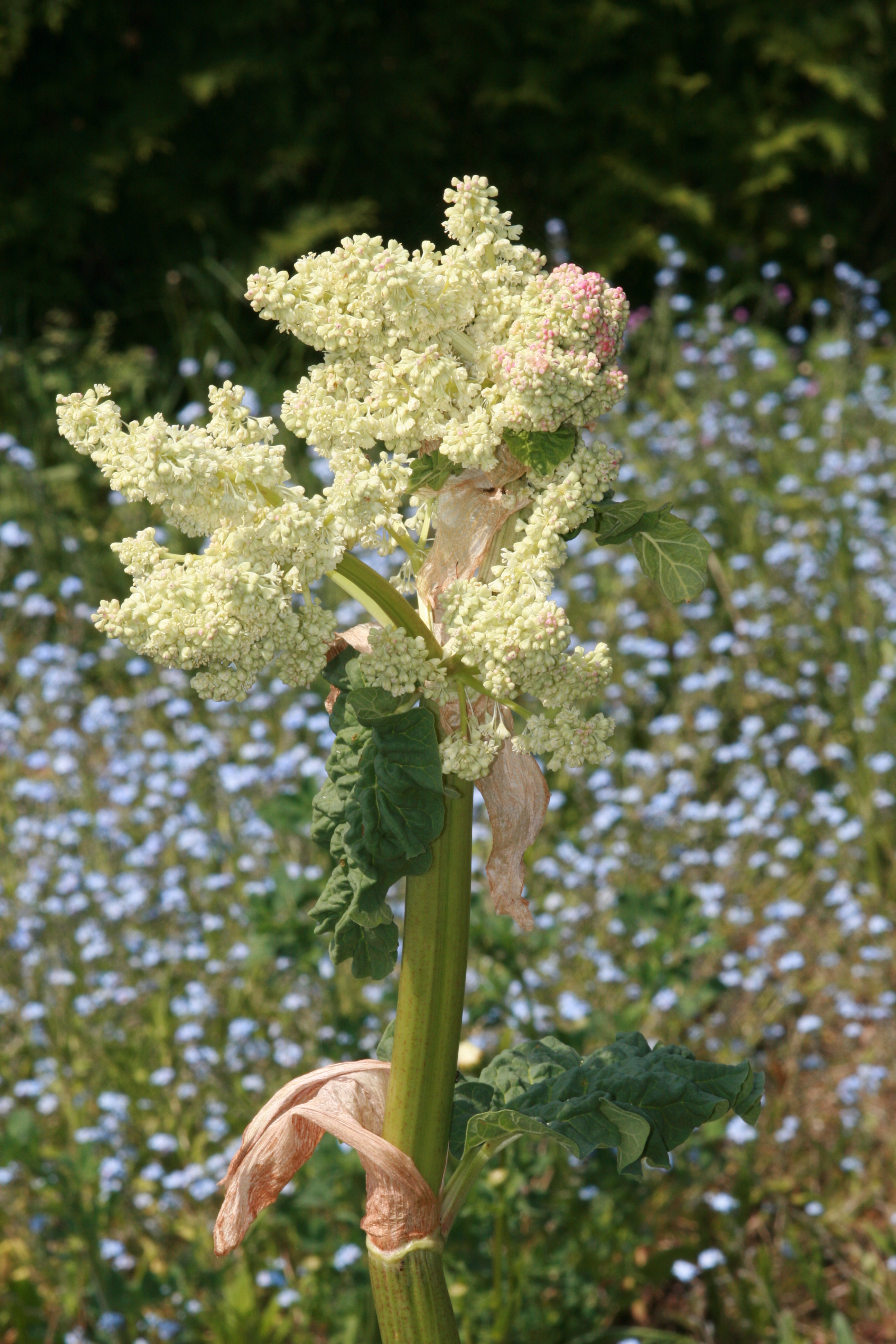
Květenství reveně kadeřavé

Reveň kadeřavá (Rheum rhabarbarum) je rostlina náležící do rodu reveň, čeledi rdesnovité. Řapíky listů se užívají jako zelenina, známá pod jménem rebarbora (z latinského názvu).

## Synonyma
Reveň kadeřavá se nazývá také reveň vlnovitá nebo reveň rebarbora.

## Popis
Statná, až 2 m vysoká vytrvalá rostlina s přízemními, 50–60 cm dlouhými listy. Čepele listů jsou podlouhlé, vejčité a výrazně zkrabacené. Dlouhý řapík je na líci vrubovitý, na rubu hladký a vydutý, nahoře někdy bělavý, jinak karmínově červený. Lodyha má až 5 cm v průměru a nese bohaté květenství. Okvětí o průměru až 2 mm je žluté, šestičetné a opadávající, tyčinek je 9 ve dvou kruzích, čnělky zpravidla 3. Kvete v červnu a červenci, plod je vejčitý, se 2–4 křídly. Pochází ze Střední Asie (Mongolsko, Sibiř), v Evropě dávno pěstována i na polích, v Česku většinou na zahrádkách.

## Použití
U rebarbory se konzumují pouze řapíky listů, a to tepelně zpracované, nikdy syrové. Připravují se z nich mimo jiné moučníky s tvarohem, náplně do knedlíků, ovocné polévky, kompoty, zavařeniny a koláče. Při vaření se nedoporučuje používat hliníkové nádobí, jelikož hliník reaguje s obsaženou kyselinou šťavelovou a přechází do zeleniny, což neprospívá zdraví.
Rebarbora se doporučuje sbírat pouze v období od května do června. V pozdějším období, zejména na podzim při přechodu rostliny do květu se zvyšuje podíl kyseliny šťavelové i v řapíku rostliny a rebarbora se stává jedovatou a ke konzumaci se nedoporučuje.

## Toxicita
Zelené listové čepele rebarbory obsahují jedovaté látky včetně kyseliny šťavelové, která je nefrotoxická a korozivní. Jsou popsány otravy lidí po požití listů. Smrtelné následky konzumace byly problémem zejména v první světové válce, kdy byly listy doporučovány ke konzumaci.